# Rhamphomyia latilobata
Rhamphomyia latilobata är en tvåvingeart som beskrevs av Bartak 2002. Rhamphomyia latilobata ingår i släktet Rhamphomyia och familjen dansflugor. Inga underarter finns listade i Catalogue of Life.